# The Rain (serial)
The Rain este un serial de televiziune danez postapocaliptic creat de Jannik Tai Mosholt, Esben Toft Jacobsen și Christian Potalivo. A avut premiera pe Netflix pe 4 mai 2018. În serial joacă Alba August⁠(d), Lucas Lynggaard Tønnesen⁠(d), Mikkel Følsgaard⁠(d), Lukas Løkken, Jessica Dinnage⁠(d), Sonny Lindberg și Angela Bundalovic⁠(d), cu Lars Simonsen⁠(d), Bertil De Lorenhmad, Evin Ahmad și Johannes Bah Kuhnke în roluri recurente. Ultimii doi devin personaje principale în cel de-al doilea sezon.
Pe 30 mai 2018, Netflix a reînnoit The Rain pentru un al doilea sezon, care a fost lansat pe 17 mai 2019, cu 6 episoade. În iunie 2019, a fost confirmat faptul că serialul a fost reînnoit pentru un al treilea și ultimul sezon, care a fost lansat pe 6 august 2020.

## Rezumat
Atunci când un virus purtat de ploaie nimicește aproape toți oamenii din Scandinavia, frații danezi Simone și Rasmus se refugiază într-un buncăr. Șase ani mai târziu, ei ies pentru a-și căuta tatăl, un om de știință care i-a lăsat în buncăr, dar nu s-a mai întors. Pe parcurs, ei se alătură unui grup de tineri supraviețuitori și împreună călătoresc prin Danemarca și Suedia, în căutarea unui loc sigur și a tatălui fraților, care ar putea fi capabil să ofere răspunsuri și un leac.

## Distribuție și personaje

### Principale
- Alba August⁠(d) ca Simone Andersen
- Lucas Lynggaard Tønnesen⁠(d) ca Rasmus Andersen
- Mikkel Følsgaard⁠(d) ca Martin
- Lukas Løkken ca Patrick
- Jessica Dinnage⁠(d) ca Lea (sezoanele 1–2)
- Sonny Lindberg ca Jean
- Angela Bundalovic⁠(d) ca Beatrice (sezonul 1)
- Natalie Madueño⁠(d) ca Fie (sezonul 2–3)
- Clara Rosager ca Sarah (sezonul 2-3)
- Evin Ahmad ca Kira (sezonul 2-3)
- Johannes Bah Kuhnke⁠(d) ca Sten (recurent, sezonul 1; principal, sezonul 2–3)
- Rex Leonard ca Daniel (sezonul 3)

### Recurente
- Lars Simonsen⁠(d) ca Dr. Frederik Andersen, tatăl lui Simone și Rasmus (sezoanele 1–2)
- Jacob Luhmann ca Thomas, Apollon „străin” (sezoanele 1–2)
- Iben Hjejle⁠(d) ca Ellen Andersen, mama lui Simone și Rasmus (sezonul 1)
- Bertil De Lorenzi ca tânărul Rasmus (sezoanele 1–2)
- Anders Juul ca Jakob, fratele mai mare al lui Sarah (sezonul 2)
- Cecilia Loffredo⁠(d) ca Luna (sezonul 3)

## Producție
Producția pentru sezonul 1 a început la sfârșitul lunii iunie 2017 în Danemarca și Suedia.
Netflix a anunțat pe 30 mai 2018 că serialul va intra în producție pentru un al doilea sezon la sfârșitul anului 2018. Al doilea sezon a avut premiera pe Netflix pe 17 mai 2019.
Sezonul 3 din The Rain a avut premiera pe Netflix pe 6 august 2020.